# Champlain (jezioro)
Champlain (ang. Lake Champlain, fr. Lac Champlain, aben. Pitawbagok) – jezioro słodkowodne w Ameryce Północnej, leżące na pograniczu Stanów Zjednoczonych i Kanady, w kanadyjskiej prowincji Quebec i w amerykańskich stanach Nowy Jork i Vermont. Powierzchnia jeziora wynosi 1127 km². 
Do Kanady należy tylko mały kawałek jeziora na jego północnym końcu. Długość jeziora wynosi 193 km, a maksymalna szerokość 23 km. Na jeziorze znajduje się około 80 większych wysp. Głównym odpływem jest rzeka Richelieu, która wypływa z północnego końca jeziora i wpada do Rzeki Świętego Wawrzyńca na północ od Montrealu.
Jezioro jest częścią historycznie ważnego szlaku wodnego New York State Canal System, który łączy Nowy Jork nad Atlantykiem z jeziorem Erie, ale też poprzez jezioro z Montrealem w dolinie rzeki Świętego Wawrzyńca. Kanał Champlain łączy jezioro z rzeką Hudson. Jest on również częścią systemu kanałów Lakes to Locks Passage (fr. Route du Richelieu).
Od XIX wieku aż do lat 60. XX wieku rozważano pomysł budowy Lake Champlain Canal, który miałby być kanałem głębokowodnym, łączącym Nowy Jork z Montrealem i przebiegałby m.in. przez jezioro Champlain.

## Nazwa
Nazwa pochodzi od nazwiska francuskiego podróżnika Samuela de Champlain, który dotarł do jeziora w 1609 roku.